# Kungsladugårdsgatan
Kungsladugårdsgatan är en gata i stadsdelen Kungsladugård i Göteborg. Den är cirka 1 350 meter lång och sträcker sig från Mariaplan till Högsboleden.
Gatan fick sitt namn 1918 och uppkallades efter egendom Älvsborgs Kungsladugård, vilken höll Älvsborgs slott med bland annat hästar och spannmål. Egendomen omfattade de nuvarande stadsdelarna Majorna och Kungsladugård.
Gatan är bred, men i Albert Lilienbergs stadsplan från 1916 ritades den ursprungligen dubbelt så bred. Syftet var att förbereda för en framtida järnvägsförbindelse mellan hamnen och staden.
Vid Kungsladugårdsgatan ligger Broströmska stiftelsens hus, uppfört 1924. Kvarteret Svärdsliljan, uppfört 1927, var ett av HSB:s första kvarter med landshövdingehus.

### Fotnoter
1. ↑  Eniro kartor
2. ↑  Baum
3. ↑  Majorna.nu
4. ↑  Länsstyrelsen, s. 92